# Eukiefferiella dittmari
Eukiefferiella dittmari är en tvåvingeart som beskrevs av Lehmann 1972. Eukiefferiella dittmari ingår i släktet Eukiefferiella och familjen fjädermyggor. Arten har ej påträffats i Sverige. Inga underarter finns listade i Catalogue of Life.